# Mirko Sabolović
Mirko Sabolović (Bjelovar, 25. studenog 1935. – Bjelovar, 30. rujna 2005.), hrvatski romanopisac, književnik i scenarist.
Pisac je mnogih romana, pripovijesti te scenarija za televizijske filmove. Ocrtavao je sliku života hrvatske provincije.

## Djela

### Knjige
- "Okupljanje" (1967.),
- "Pijanstva" (1968.),
- "Razmeđa" (1975.),
- "Ožiljci" (1978.),
- "Izabrana djela" (1987.),
- "Jawohl" (1990.),
- "Kako sam postao lopov" (1995.),
- "Na istoku zapada" (1997.),
- "Vitezovi i štakori" (1999.),
- "Pardon, gospodo" (2001.).

### Scenariji za filmove
- "Razmeđa" (1973.), režija Krešo Golik, glume: Pavle Vuisić, Ivan Vrbenski, Miroslav Boman
- "Pucanj" (1977.), režija Krešo Golik, glume: Marko Nikolić, Fabijan Šovagović, Božidar Orešković, Semka Sokolović-Bertok
- "Slučaj Filipa Franjića" (1978.), režija Zoran Tadić, glume: Mate Ergović, Ivo Gregurević, Marija Kohn, Ivica Vidović
- "Špijunska veza" (1980.), režija Branko Ivanda,
- "Ucjena" (1982.), režija Vladimir Fulgosi, glume: Inge Apelt, Boris Buzančić, Neda Arnerić, Špiro Guberina, Božidar Orešković
- "Hoću živjeti" (1982.), režija Miroslav Mikuljan, glume: Fabijan Šovagović, Milan Štrljić, Ena Begović
- "Zamke I"(1983.), režija Berislav Makarović, glume: Duško Gojić, Marko Nikolić, Ivo Gregurević
- "Zamke II" (1983.), režija Berislav Makarović. glume: Duško Gojić, Marko Nikolić, Ivo Gregurević